# Erastria lucicolor
Erastria lucicolor là một loài bướm đêm trong họ Geometridae.